# Чагатайська мова

Чагатайський улус наприкінці 13-го століття

Чагата́йська мова (чагат. جغتای, латиніз. Jaĝatāy; узб. ﭼﯩﻐﻪتاي Chig'atoy або Sharqiy Turkcha; уйгур.: چاغاتاي Chaghatay ; тур. Çağatay) — мертва тюркська мова, яка була широко поширена в Центральній Азії, і залишалася загальнолітературною мовою до початку двадцятого століття. Досягла найбільшого письмово-літературного оформлення та уніфікації у Мавераннахрі в 2-й пол. XV—XVI ст. Була також розмовною мовою за часів Імперії Великих Моголів в Індії.                 Чагатай є предком узбецької та уйгурської мов. Туркменська, яка належить не до карлуцької гілки, а до огузької гілки тюркських мов, попри це, багато століть зазнавала сильного впливу чагатаї.    

## Назва мови
Слово Чагатай походить від назви Чагатайського улуса, частини Монгольської імперії, яку Чингісхан залишив своєму другому сину Чагатаю. Багато хто з чагатайських турків і татар, носіїв цієї мови, стверджують походження від Чагатай-Хана.

## Історія
Чагатайська мова належить до уйгурської (карлуцько-хорезмійської) гілки тюркської мовної групи. Походить від давньоуйгурської мови, яка служила лінгва франка в Центральній Азії, з сильними впливом арабських і перських слів і зворотів. Було розроблено абетку на базі персько-арабської абетки. Розподіляють на три періоди:
1. Стародавня чагатайська мова (1400—1465)
2. Класична чагатайська мова (1465—1600)
3. Посткласична чагатайська мова (1600—1921)

Перший період перехідний характеризується збереженням архаїчних форм, друга фаза починається з публікації з першого дивана Алішера Навої і є кульмінаційною точкою чагатайської літератури, третій етап характеризується двома біфуркаційними векторами. Одним з них є збереження класичної чагатайської мови Навої, іншою тенденцією було посилення впливу місцевих діалектів. Чагатайська залишалася універсальною літературною мовою Центральної Азії аж до радянської реформи початку двадцятого століття.

## Вплив на пізніші тюркські мови
Узбецька і сучасна уйгурська є двома сучасними мовами, які найтісніше пов'язані з чагатайською. Узбеки наразі наполягають на тому, що узбецька є дочірньою мовою чагатайської. В Узбекистані, за часів Радянського Союзу, чагатайську замінена на літературну мову, заснованою на місцевому діалекті узбецької в 1921 році.
В Афганістані термін чагатай використовується для позначення «Текке» діалекту туркменської. До і у вісімнадцятому столітті чагатайська була головною літературною мовою в Туркменістані, як і скрізь в Центральній Азії, і мала певний вплив на туркменську, але ці дві мови належать до різних гілок тюркської мовної групи.